# Ludvig Find
Ludvig Frederik Find (født 16. maj 1869 på Østerbygård, Vamdrup Sogn ; død 24. november 1945 i København) var en dansk maler,
søn af sognepræst Henrik Carl Vilhelm Find og Johanne Jørgine Vilhelmine Seehusen.
1893 rejste Find til Italien, hvor han studerede kunst i Firenze og Venedig. Efter hjemkomsten i 1894 malede han forskellige landskaber og portrætter. Han udstillede bl.a. på Den Frie Udstilling og på Charlottenborg.
1914 flyttede Ludvig Find til Baldersbrønde ved Hedehusene, hvor han boede til først i 1940'erne. Han boede i den gamle skole, som han overtog fra L. A. Ring.
 Find blev i 1903 gift med Maren Kirstine Clausen (1878-1936). De fik 12 børn, der alle voksede op på den gamle skole i Baldersbrønde.
|  |  |

Ludvig Find var påvirket af undervisningen i Krøyers Skole. Men under indflydelse af Mogens Ballin og G.F. Clement i 1890'erne blev han blev optaget i kredsen omkring Paul Gauguin. Han malede landskaber, haver og børn.
| - Portrætmalerier af Ludvig Find - Portræt af en ung kunstner, 1893 (Aage Bertelsen) - Den norske maler Thorvald Erichsen, 1897 - Portræt af en kvinde, 1919 - Johannes V. Jensen, 1927 |

| - Billeder med børn - Dagligstueinteriør, 1905 - Interiør med børn ved et bord, 1907 - Legende børn, 1912 - Læsende pige, 1915 - Mor med barn, 1922 - Mor og barn, 1925 - To småpiger læser i en bog |

| - Andre værker af Ludvig Find - De døvstummes have. Paris, 1902 (Statens Museum for Kunst) - Den ny hat, 1907, Loeb Danish Art Collection. - Blomster i en vindueskarm, 1921 - To herrer ved et bord, 1927 - Opstilling med potteplanter |